# 懐疑主義
懐疑主義（かいぎしゅぎ、英語: skepticism）とは、基本的原理・認識に対して、その普遍妥当性、客観性ないし蓋然性を吟味し、根拠のないあらゆるドクサ（独断）を排除しようとする主義である。懐疑論（かいぎろん）とも呼ばれる。これに対して、絶対的な明証性をもつとされる基本的原理（ドグマ）を根底におき、そこから世界の構造を明らかにしようとする立場を独断主義（独: Dogmatismus）ないし独断論という。
懐疑主義ないし懐疑論は、古代から近世にかけて、真の認識をもたらさない、あるいは無神論へとつながる破壊的な思想として論難されることが多かった。これは、懐疑主義が懐疑の結果、普遍妥当性および客観性ないし蓋然性ある新たな原理・認識が得られなかった場合、判断停止に陥って不可知論と結びつき、伝統的形而上学の保持する神や存在の確かさをも疑うようになったからである。しかし近代以降は、自然科学の発展の思想的エネルギー源となったこともあり、肯定的に語られることが多い。
経験的な証拠が欠如している主張の真実性、正確性、普遍妥当性を疑う認識論上の立場、および科学的・日常的な姿勢は科学的懐疑主義と呼ばれる。

## 古代懐疑主義

### ピュロン
懐疑主義は、西洋においてはエリスのピュロン（前365/360年頃ー前275/70年頃）の思想から始まった。ピュロン自身は著作を残しておらず、またその弟子のティモン（前325/320頃ー前235/230年頃）による彼の言行録も断片しか残っていないので、ピュロンの思想がどのようなものであったのか、その後のピュロン主義とどの程度まで一致するのかは不明である。ピュロン主義者の中で唯一著作が現存しているセクストス・エンペイリコス（200年頃活躍）の著作のひとつ『ピュロン主義哲学の概要』によれば、懐疑主義はピュロン主義とも呼ばれるが、それはピュロンの思想だからではなく、古代の懐疑主義者の中でピュロンが最も懐疑主義に専念したからであった。

### ピュロン主義
ディオゲネス・ラエルティオスによれば、ティモン以後のピュロン主義は、ティモンに弟子がいなかったためプトレマイオスが再建するまでは断絶していたという説と、セクストスまで連綿と続いていたという説がある。もっとも、ディオゲネスが伝えているこの系譜の中で、今日においてその詳細が明らかになっている人物はひとりもいない。また、ディオゲネスはプトレマイオスがピュロン主義を復活させたと述べているが、これについても、実際に復活させたのはアイネシデモス(前1世紀頃活躍)である説が今日では有力である。

#### アイネシデモス
アイネシデモスは『ピュロン主義の議論』全8巻を著したが、しかしこの著作は残っておらず、セクストスが『ピュロン主義哲学の概要』などで彼について言及していることが知られているだけである。
このため、アイネシデモスは本当はピュロン主義者ではなくヘラクレイトス主義者だったのではなかったという疑いも持たれている。

#### 経験主義者セクストス
ピュロン主義者であり医者でもあったセクストス・エンペイリコス（エンペイリコスとは名前ではなく経験主義者というあだ名である）は、ピュロン主義とその他の学派との相違を次のように伝えている。
ここでセクストスは、ピュロン主義を独断論および不可知論と対立するものとして提示している。ただし、このような分類はやや割り切り過ぎなのではないかという見解もあり、特に初期のアカデメイア派を不可知論に属せしめてよいのかについては今日では疑問が呈されている。セクストスによれば、懐疑主義の目的は、「思いなしに関わる物事における無動揺[平静]と、不可避的な物事における節度ある情態である」。
もっとも、あらゆる事柄について判断を留保するのではなく、表象（感覚へのそのままの現れ）として不可避的に受け取っている事態についてはこれを承認する。つまり、セクストスの説明によれば、知識が何らかの不明瞭な物事に関係しているという意味でのドグマを持たないという意味で、ドグマを持たないのである。同様に、ピュロン主義者は、「万物は虚偽である」とか「何事も真理ではない」とは言わずに、「私にとっては今のところ何事も把握不可能であるように思われる」とか「私は今のところこのことを肯定もしないし否定もしない」という慎重な言い回しを用いる。
このようなピュロン主義は、セクストスが伝えているところによれば、新旧異説を合わせて全部で17の議論の仕方を有している。伝統的な10の方法は、次の通りである。
1. 動物相互の違いにもとづく方式：例えば犬と魚とバッタは異なるように物を見ているかもしれない[15]。
2. 人間同士の相違にもとづく方式：例えば人によって身体構造が異なるということ[16]。
3. 感覚器官の異なる構造にもとづく方式：例えば絵は視覚によれば奥行きがあるように見えるが触覚によれば平面であること[17]。
4. 情況にもとづく方式：例えば一般人と神がかりに合っている人は異なる表象を持つこと[18]。
5. 置かれ方と隔たり方と場所にもとづく方式：例えば、船は遠くから見ればゆっくり動いているように見えるが近くから見れば速く動いているように見えること[19]。
6. 混入にもとづく方式：（注：この箇所は現代の知識から見るとかなり分かりにくい内容になっている。例えば身体は水中では軽くなり空気中では重くなると言われているが、これはいわゆる重量が周辺の物質との混合によって変化していると考えられていたものと解される）[20]。
7. 事物の量と調合にもとづく方式：例えば酒を飲み過ぎると害になるが適度に飲めば健康になるということ[21]。
8. 相対性にもとづく方式：すなわち物事は主体に応じて異なるということ。
9. 頻度にもとづく方式：例えば彗星はたまにしか現れないので驚かれるが、彗星が頻繁に現れるようになれば驚かれなくなるであろうこと[22]。
10. 様々な説の対置による方式：習慣、法律、神話および学説がばらばらであること[23]。

### アカデメイア派懐疑主義
ティモンからアイネシデモスまでの断絶期間中に懐疑主義に大きな貢献を果たしたのは、プラトンが創設したアカデメイアであった。ただし、プラトン自身が懐疑主義者だったわけではなく、その後の学頭アルケシラオス（前316/315年ー前241/240年）がストア派を反駁するために懐疑主義に方向転換したからである。ピュロン主義の重要な用語である「判断留保」（エポケー）もアルケシラオスの考案ではないかと言われている。初期のアカデメイア派懐疑主義の特徴は、対人論法という議論の形式にあった。これは、プラトンの師ソクラテスが行っていたように、相手方の主張を仮定的に前提とした上で、そこからどのような結論が導き出されるかを探究する手法である。アルケシラオスおよび同じくアカデメイア派のカルネアデス（前214年頃ー紀元前129年）らが引き出した結論は、仮にストア派の前提が承認されるならば、彼らは不可知論に陥ってしまうということであった。
アルケシラオスやカルネアデスの徹底した対人論法はその後廃れ、さらに後代の学頭ラリサのピロン（前159/58年頃ー前84/83年頃）の下で、アカデメイア派は、不可知論を正式な見解とした上で、信頼性の高い表象から真理へと漸次接近するという立場を取るようになった。しかし、このような立場は結局のところ、現存しない理想的な知者を目標として漸次探究するというストア派の見解と異なる点がなく、アイネシデモスはついにアカデメイア派と決別してピュロン主義を再興することになった。

### 古代の医学における懐疑主義
古代の医術に関する立場の中には、経験主義と方法主義という考え方があり、セクストスによれば、どちらも懐疑主義と親和的であるが、前者は不可知論に陥らない限りにおいて親和的であり、後者の方がより親和的であると分析している。もっとも、実際には、ピュロン主義者であり経験主義者であった医者は多くいたが、セクストスが言うようなピュロン主義と方法主義を両立させている人物は、史料上およそ知られていない。ここで経験主義とは、医術の実践における経験と熟練を重視し、過去の医療記録を尊重する立場である 。これに対して、方法主義とは、医術全体の学習には六ヶ月もあれば十分であり、ヒポクラテスの「人生は短く、医術は長い」を転倒させて「医術は短く、人生は長い」と考えていた人々のことである 。セクストス以前の著名な医者ガレノスも、『経験派の概要』などにおいてこれらの立場を詳しく論じている。

## アカデメイア派懐疑主義とキリスト教の真理論
既に古代ギリシャにおいて学問的によく練られていた懐疑主義は、実際にはかなり通俗化した形でしか広まらなかった。とりわけピュロン主義は、主要な著作がギリシャ語で書かれていたということがこれに拍車をかけ、1562年にセクストスの『ピュロン主義哲学の概要』がラテン語訳されるまでは、学問的に忘れ去られてしまう。これに対して、アカデメイア派懐疑主義は、キケロがその支持者として『アカデミア派』全4巻を著したことにより、批判の対象になりながらもキリスト教哲学に影響を及ぼすことになった。事実、アウグスティヌスは、一時期キケロの『アカデメイア派』に親しみ、懐疑主義の立場を取っていたことが今日では定説となっている。アウグスティヌスはキリスト教に改宗した後で、『アカデミア派反駁』という書物を著したが、そこで彼はアカデメイア派懐疑主義を次のように評価している。
初期アウグスティヌスの真理論は、矛盾律や排中律から出発する。
しかし、このような真理論は、現実がどうなっているのかについて知識をもたらすものではない。ここからアウグスティヌスは、より根源的な問いへ、すなわち自己認識の確実性へと思い至る。

## 近世におけるピュロン主義の再発見
1562年、セクストス『ピュロン主義哲学の概要』のラテン語訳によってピュロン主義が学問的に再発見されることになった。この再発見は、モンテーニュ、デカルト、ヒューム、カントなどの近世哲学に、「きみは何ごとを知りうるか？」という問いを提起し、認識論を中心とする近世的な懐疑論を形成した。

### デカルトの懐疑論と「我思う、ゆえに我あり」
再発見されたピュロン主義に対抗し、新たな確実性を求めたデカルトは、アウグスティヌスの自己の確実性を近世的な形で発展させた。彼は様々な感覚的事物を疑うことから初め、そして最後に、次のような確実性を発見したと述べる。

### ヒュームの懐疑論と心理主義
デイヴィッド・ヒュームは、古代懐疑論と同じように感覚的事物の存在を承認し、デカルト的懐疑に見られるところの、まず感覚を疑ってみるという立場とは全く逆のアプローチを行った。ヒュームが疑うのは、経験的事実ではなく、そこに設定される因果関係と帰納によるその正当化である。ヒュームによれば、「初めて存在するものには、すべて存在の原因がなければならぬということは、哲学で一般的な基本原則となっている」が、「よく調べてみれば、原因の必然性を証明するためにこれまで提出されてきた論証はどれも誤っており、こじつけである」。
このような問題に対する最も簡潔で常識的な解答は、因果的推論が帰納によって正当化されるからである。ところが、ヒュームの考えによれば、観察と経験から因果関係が帰納によって正当化されるということはありえない。なぜなら、帰納の根拠となる自然の斉一性の原理は実際に観察も経験もされず、論証されることもないからである。かくして、ヒュームの徹底された経験主義は、次のような結論に至る。
では、対象の観念を連合し、それらを結び合わせるような原理とはいったいなんなのか。このような設問に対して、ヒュームは真理に関する心理主義、すなわち客観的な真理に代わる主観的な尤もらしさという規則を採用する。

## 科学的懐疑主義
現代では、我々が普段意識せずに用いている常識的な思考法が洗練されたものである合理主義や科学的手法、批判的思考を日常的に、より徹底して用いる姿勢を懐疑主義と呼ぶことがある。これは哲学的懐疑主義と区別して科学的懐疑主義と呼ばれることもある。現代の科学啓蒙家であるカール・セーガンやマーティン・ガードナーは具体的な懐疑主義的姿勢として、常識であれ突飛な主張であれ、提唱された理論や主張をすぐには信じずに、根拠や理論の妥当性を考慮したり、主張者の背景を見極めようとする態度を推奨している。常識や自分の経験に反する出来事を疑う姿勢は、基本的に多くの人が持っているものである。しかし同時に、人間は自分の信念に沿う理論や現象を無批判に受け入れやすい傾向がある。セーガンやガードナーは、自分の信念が正しいとは限らないのであるから、自分の信念に合致しようとすまいと「信じたければまず疑う」ことを推奨している。
オカルトや心霊現象、占い等の科学的根拠に乏しい主張・疑似科学を批判することを懐疑主義と同一視することもあるが、オカルト批判や疑似科学批判と懐疑主義は密接に関連しているとはいえ、同一ではない。

十分に懐疑主義が根付いているかといえばそうではない。自分の専門外の分野については、その道の専門家の助言や主張を受け入れるのは妥当な態度であるが、「科学的と銘打っているものはどれもきっと正しい」という常識に盲目的に従っている人も多くいると考えられる。疑似科学はそういった社会の固定観念に付け入っていると考えられる。